# Ferdinand Friedrich Albrecht Gottlieb von Holwede
Ferdinand Friedrich Albrecht Gottliebe von Holwede (* 6. Juli 1735 in Potsdam; † 7. März 1816 in Marienwerder) war ein preußischer Generalmajor im Dragonerregiment Nr. 9.

## Leben

### Herkunft
Seine Eltern waren Heinrich Christian von Holwede (* 24. März 1684; † 8. Mai 1739) und dessen Ehefrau Catharina Louise, geborene von König (* 13. März 1694; † 29. März 1740) aus dem Haus Lochtum. Sein Vater war zunächst Kapitän im Infanterieregiment Nr. 23, Hofmarschall und Oberküchenmeister sowie Erbherr auf Bischofswerder (Kreis Rosenberg in Westpreußen). Der Generalmajor Friedrich Christian Karl von Holwede war sein Bruder.

### Militärkarriere
Holwede kam 1752 als Junker in das Dragonerregiment Nr. 9 und wurde dort am 28. Juli 1755 Fähnrich. Während des Siebenjährigen Krieges kämpfte er in den Schlachten bei Groß-Jägersdorf, Krefeld, Minden, Bergen, Liegniz, Torgau sowie der Belagerung von Dresden. In der Zeit wurde er am 1. März 1757 Sekondeleutnant und am 10. Mai 1762 Premierleutnant.
Am 10. August 1773 wurde er Stabskapitän, dazu ernannte ihn der König 1774 zum Kanonikus in Halberstadt. Holwede nahm am Bayerischen Erbfolgekrieg teil und wurde am 20. Juli 1784 Major. Dazu erhielt er am 20. Juli 1787 die Amtshauptmannschaft von Schlanstedt, was ihm ein Einkommen von 500 Talern einbrachte. Am 18. Dezember 1788 wurde er Eskadronchef. Er wurde am 5. Juni 1791 Oberstleutnant und am 19. Februar 1793 Oberst. Am 29. November 1794 erhielt er seine Demission als Generalmajor mit einer Pension von 800 Talern.
Holwede verstarb unverheiratet.